# 王澤 (學者)
王澤（英語：Joseph Chak Wong，1950年—），中國天津人，知名華人漫畫《老夫子》的第二代作家，是其父親王家禧的大兒子，前台北實踐大學擔任建築系的教授，在台灣與其父親合資成立「老夫子工作室」與「王澤股份有限公司」，奠定了目前《老夫子》漫畫的知名度。

## 註
- 「王澤」一名，曾被其父親當成筆名，而在本尊於其後繼承《老夫子》的創作後，台灣的媒體為了要與使用該名稱做為筆名的王家禧區分，便將王澤本尊當成「王澤二世」,「小王澤」。王泽本尊有时也被称为「小夫子」。[1][2]